# Therese Huber
Therese Huber (7 de mayo de 1764–15 de junio de 1829) fue una escritora alemana. Perteneció al grupo llamado Universitätsmamsellen, formado por cinco mujeres de gran cultura y formación académica, muy activas durante los siglos XVIII y XIX, hijas de académicos de la Universidad de Gotinga. En el grupo, junto a Huber, figuran Philippine Engelhard, Meta Forkel-Liebeskind, Caroline Schelling y Dorothea Schlözer.

## Vida
Therese Huber se llamó al nacer Marie Therese Heyne. Vino al mundo en la ciudad de Gotinga, hija del prestigioso filólogo clásico Christian Gottlob Heyne y de su esposa. Se casó con el viajero y etnólogo Georg Forster en 1785. Vivieron en Vilna de 1785 a 1787 y en Gotinga y Maguncia de 1788 a 1792. Therese Huber tuvo tres hijos, pero en un matrimonio infeliz. Después de que Forster se hubo marchado a París como representante de la República de Maguncia, ella y su amante, Ludwig Ferdinand Huber, que vivía con los Forster en Maguncia, se trasladaron a Neuchâtel, viviendo en condiciones difíciles. Ella y Forster se vieron por última vez en 1793, cuando el marido aceptó el divorcio. Sin embargo, Forster murió poco después y Therese y Ludwig pudieron legalizar su situación. Casada con Ludwig Ferdinand Huber, Therese tuvo otros siete hijos. El marido murió en 1804 y ella se mudó con su hija a Ulm. Huber murió en Augsburgo en 1829. El más notable de sus diez hijos, seis de los cuales sobrevivieron, fue el reformador social e hispanófilo Victor Aimé Huber.

## Trabajos
El trabajo principal de Huber consiste en cuentos, novelas breves y relatos de viajes, primero publicados bajo el nombre de su marido Ludwig. Sin embargo, también trabajó como redactora del periódico Morgenblatt für gebildete Stände, como traductora y como ensayista. Además, escribió más de 4500 cartas a muchos contemporáneos importantes, sobre una amplia gama de temas. Más tarde, Huber editó las obras y las cartas de ambos maridos. Su novela, Abentheuer auf einer Reise nach Neu-Holland, fue serializada en los números de 1793-1794 de la revista alemana para mujeres Flora. Parte de la historia se sitúa en la isla de Norfolk, primera aparición en una obra de ficción. Georg Forster había sido uno de los primeros europeos en poner los pies en la Isla de Norfolk cuando fue descubierta en octubre de 1774 durante el segundo viaje de Cook y Theresa Huber se había inspirado en su descripción de su Reise um die Welt.

## Publicaciones
- Abentheuer auf einer Reise nach Neu-Holland. "Teutschlands Töchtern geweiht", Tübingen 1793; English translation by Rodney Livingstone, Adventures on a Journey to New Holland, edited by Leslie Bodi, Melbourne 1966.
- Die Familie Seldorf. Eine Geschichte (2 Bände), Tübingen 1795/96.
- Luise – oder ein Beitrag zur Geschichte der Konvenienz. Leipzig 1796.
- Erzählungen (3 Bände), Braunschweig 1801–02.
- L. F. Hubers sämtliche Werke seit dem Jahr 1802, nebst seiner Biographie. Bd. 1–2. Tübingen 1806–10, +Fortsetzungen 1819.
- Bemerkungen über Holland - aus dem Reisejournal einer deutschen Frau, Leipzig 1811.
- Ellen Percy, oder Erziehung durch Schicksale (2 Bände), Leipzig 1822.
- Johann Georg Forsters Briefwechsel. Nebst einigen Nachrichten von seinem Leben (2 Bände), Leipzig 1829.
- Die Ehelosen (2 Bände), Leipzig 1829.
- Die Weihe der Jungfrau bei ihrem Eintritt in die größere Welt, Leipzig [1831].
- Erzählungen von Therese Huber. Hrsg. von Victor Aimé Huber (6 Bände), Leipzig 1830–34.